# تری‌بوتیل‌تین آزید
تری بوتیل تین آزید (به انگلیسی: Tributyltin azide) یک ترکیب شیمیایی است.
شکل ظاهری این ترکیب، مایع زرد روشن یا بی‌رنگ است.